# Pan (пиво)
Pan — світлий лагер, що виробляється у Хорватії пивоварною компанією Carlsberg Croatia, регіональним підрозділом міжнародної корпорації Carlsberg Group, на виробничих потужностях у місті Копривниця.

## Історія
Пиво Pan виготовляється броварнею, розташованою у Копривниці та заснованою 1971 року під назвою Panonska pivovara. 1994 року частину акцій броварні придбав данський пивоварний гігант Carlsberg (на сьогодні — Carlsberg Group). 1997 року було введено в експлуатацію нові модернізовані пивоварні потужності і того ж року на ринок виведено торговельну марку Pan.
2002 року Carlsberg Group довела свою частку власності у броварні в Копривниці до 80%, а навесні 2004 офіційну назву цього підприємства було змінено на сучасну — Carlsberg Croatia.

## Різновиди
Крім основного сорту Pan Pivo, світлого лагера з вмістом алкоголю 4,8 % та густиною 11,5 %, під торговельною маркою Pan також виробляються:
- Pan Zlatni — преміальний світлий лагер з вмістом алкоголю на рівні 5,0 % та густиною 11,4 %. Був виведений на ринок 2009 року.
- Pan BEZ — безалкогольне світле пиво (вміст алкоголю до 0,5 %), виробляється з 2004 року.